# Novalena costata
Novalena costata är en spindelart som först beskrevs av F. O. Pickard-Cambridge 1902.  Novalena costata ingår i släktet Novalena och familjen trattspindlar.
Artens utbredningsområde är Costa Rica. Inga underarter finns listade i Catalogue of Life.